# التخطيط والتنفيذ
«التخطيط والتنفيذ» (بالإنجليزية: Plan and Execution)‏ هي الحلقة السابعة للموسم السادس من مسلسل إيه إم سي التلفزيوني الدرامي من الأفضل الاتصال بسول، المسلسل يُعتبر بادئة من مسلسل اختلال ضال. تم بث الحلقة في 23 مايو 2022 على قناة إيه إم سي بالولايات المتحدة. خارج الولايات المتحدة، تم عرض الحلقة لأول مرة على خدمة البث نتفليكس في عدة بلدان.

## الاستقبال

### التقييمات

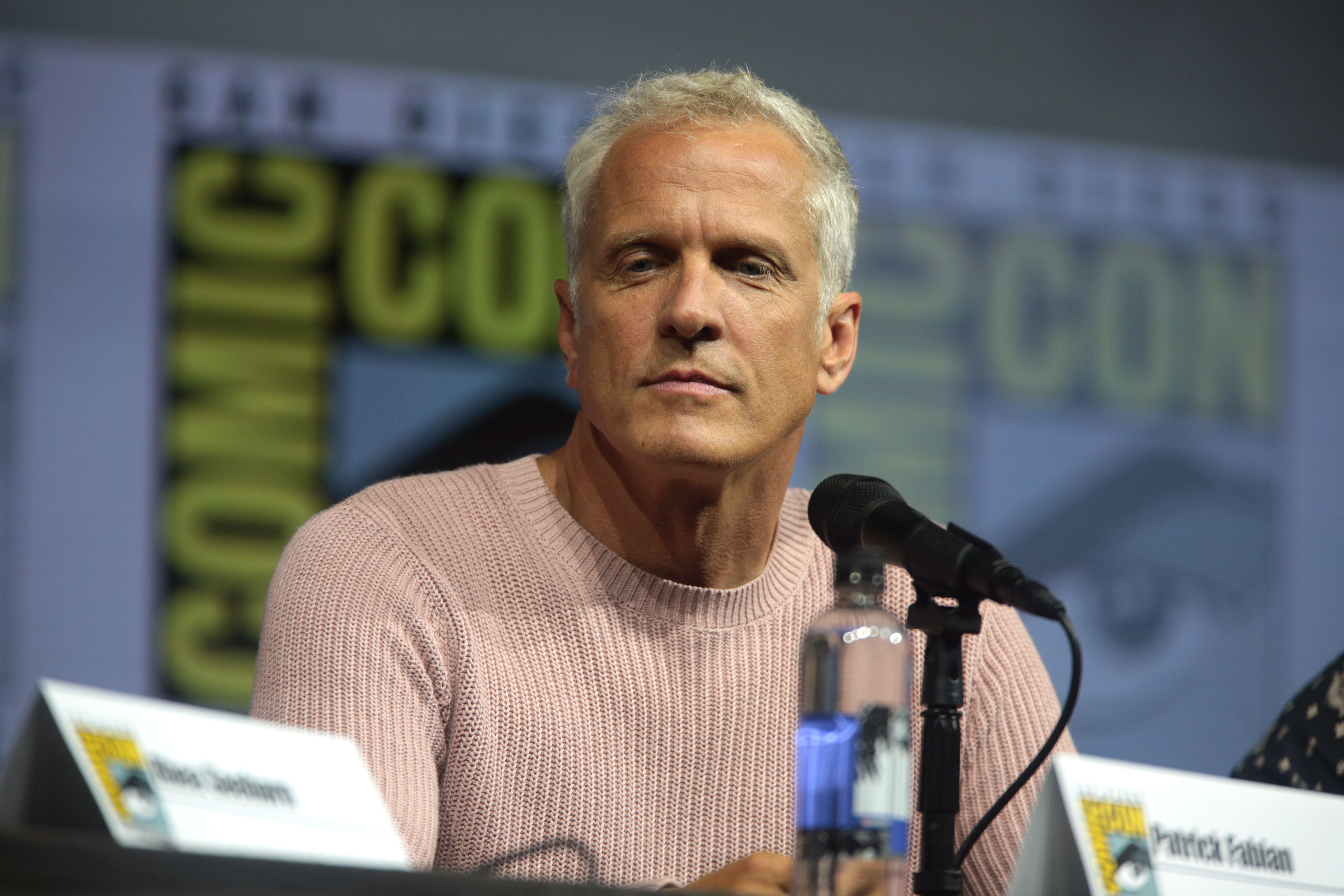
تلقى باتريك فابيان اشادة من النقاد لأدائه في دور هوارد هاملين

شاهد الحلقة ما يقدر بنحو 1.19 مليون مشاهد خلال بثها الأول على إيه إم سي في 23 مايو 2022. وزادت نسبة مشاهدة الحلقة بنسبة 87% لتصل إلى 2.2 مليون مشاهد بعد ثلاثة أيام من تأخر المشاهدة. على إيه إم سي +، تمت مشاهدة الحلقة بنسبة 61% أكثر من الحلقة الأولى للموسم «النبيذ والورود».

## وصلات خارجية
- «التخطيط والتنفيذ» على إيه إم سي (بالإنجليزية)
- «التخطيط والتنفيذ» على قاعدة بيانات الأفلام على الإنترنت (بالإنجليزية)
- السيناريو الرسمي (بالإنجليزية)